# 五菱汽車
五菱汽車集團控股有限公司，簡稱五菱汽車集團控股、五菱控股，以及五菱汽車（英語：Wuling Motors Holdings Limited，港交所：0305），在2007年1月15日透過把萬能國際集團有限公司換取上市。也是廣西首家國有企業在港上市。

## 支持自主品牌汽車目標

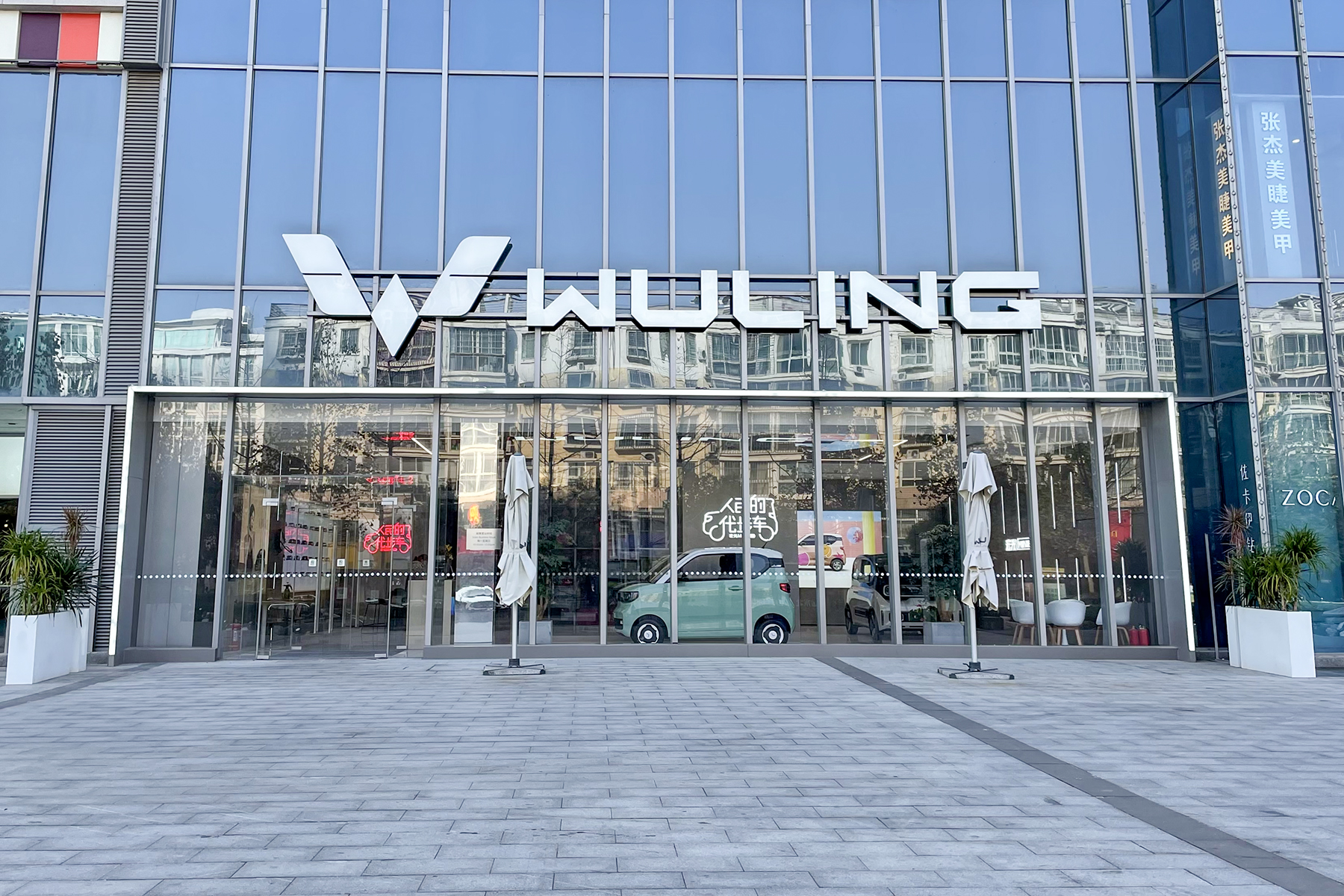
展示店面，鄭州新灣廣場店

該公司是持有五菱品牌的投資機構，總部位於香港灣仔港灣道1號會議展覽中心辦公大樓28樓2805-06室。主席為孫少立，以及總裁為李誠。獨立董事徐勁力。其母公司為柳州五菱汽车有限责任公司（今廣西汽車集團），持有比例約57%。
其草創經歷複雜，該公司另外還有一部份前身為俊山集團有限公司，是當時俊山投資將萬能公司收購後得來。又當時俊山與五菱汽車集團有限公司合作，自從柳州五菱汽车有限责任公司改革廣西汽車集團後，旗下的業務遂從金融業變成了注資五菱汽車與零部件，例如輔助上汽通用五菱的業務等，漸漸現時專注於中國從事汽車發動機、配件及專用汽車之製造及銷售業務。
五菱近年來全力發展電動小車，主要是宏光EV的強大吸引力，結合「柳州模式」的城市電動生活圈建設，讓股價上漲了10多倍，特別是在都市年輕人改裝市場，形形色色的個人特色車款十分流行，以人民可負擔的汽車為號召，強調實用與個性，價格實惠，而開發出了微小而精緻的市場，之後隨著市場對質量要求提高，更加重視結構安全，同時還推出多款新車，開始也有走向高端化的趨勢。也跟比亞迪合資在印尼建廠等等。

## 产品

### 当前模型
- Wuling G050（2023 年至今），小型货车，也更名为 錯誤：語言代碼「ASF_(企業)」不存在[11]
- 五菱 G100/EV50（2020 年至今），轻型货车，也更名为 比亚迪 V3、BAW 小河马
  - 五菱G100P/电卡（2022年至今），轻型卡车
- 五菱 G200P (2023 年至今)，PHEV 轻型卡车
- 五菱 EV80 (2022 年至今)，中型厢式货车

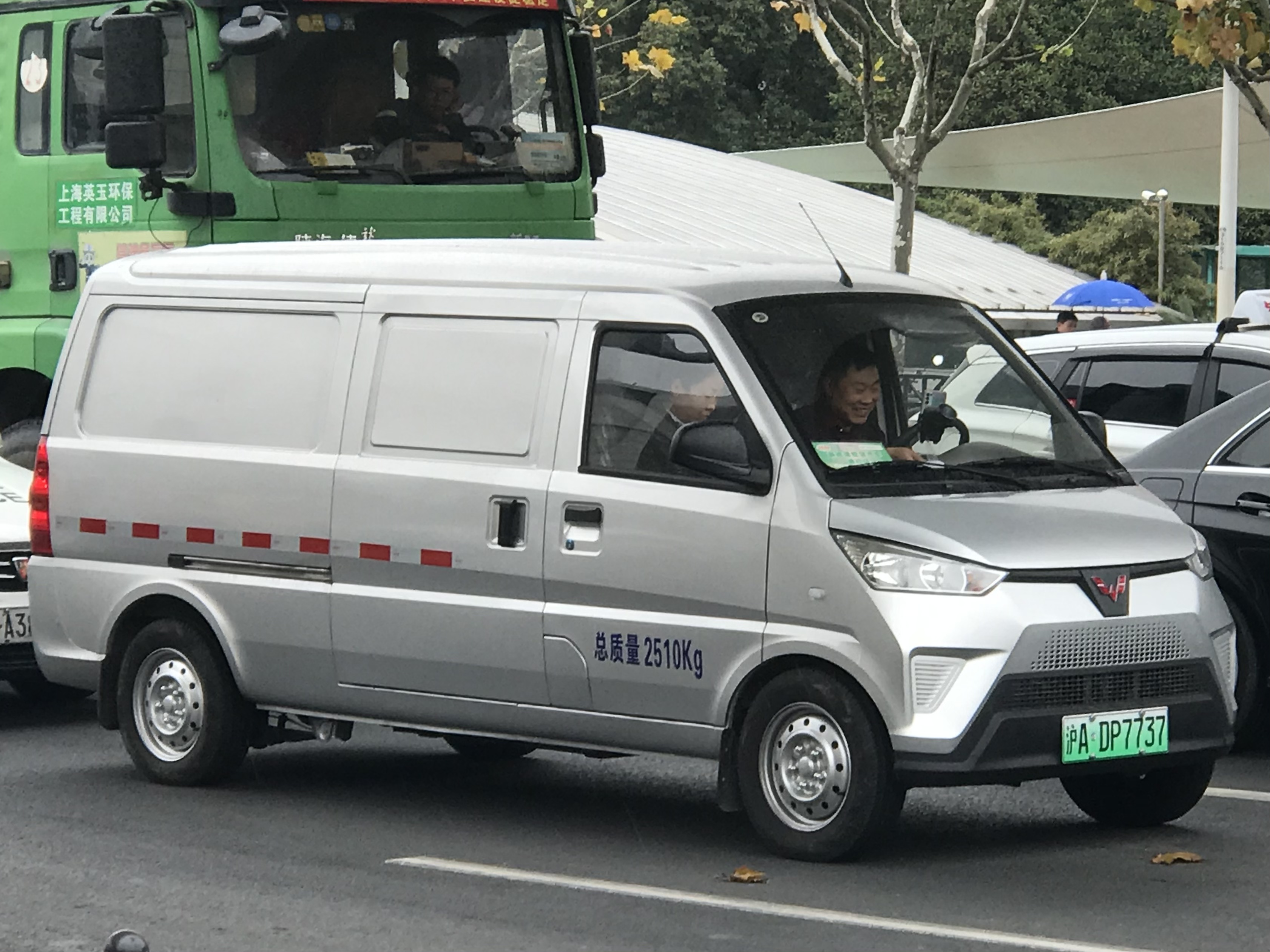
五菱EV50
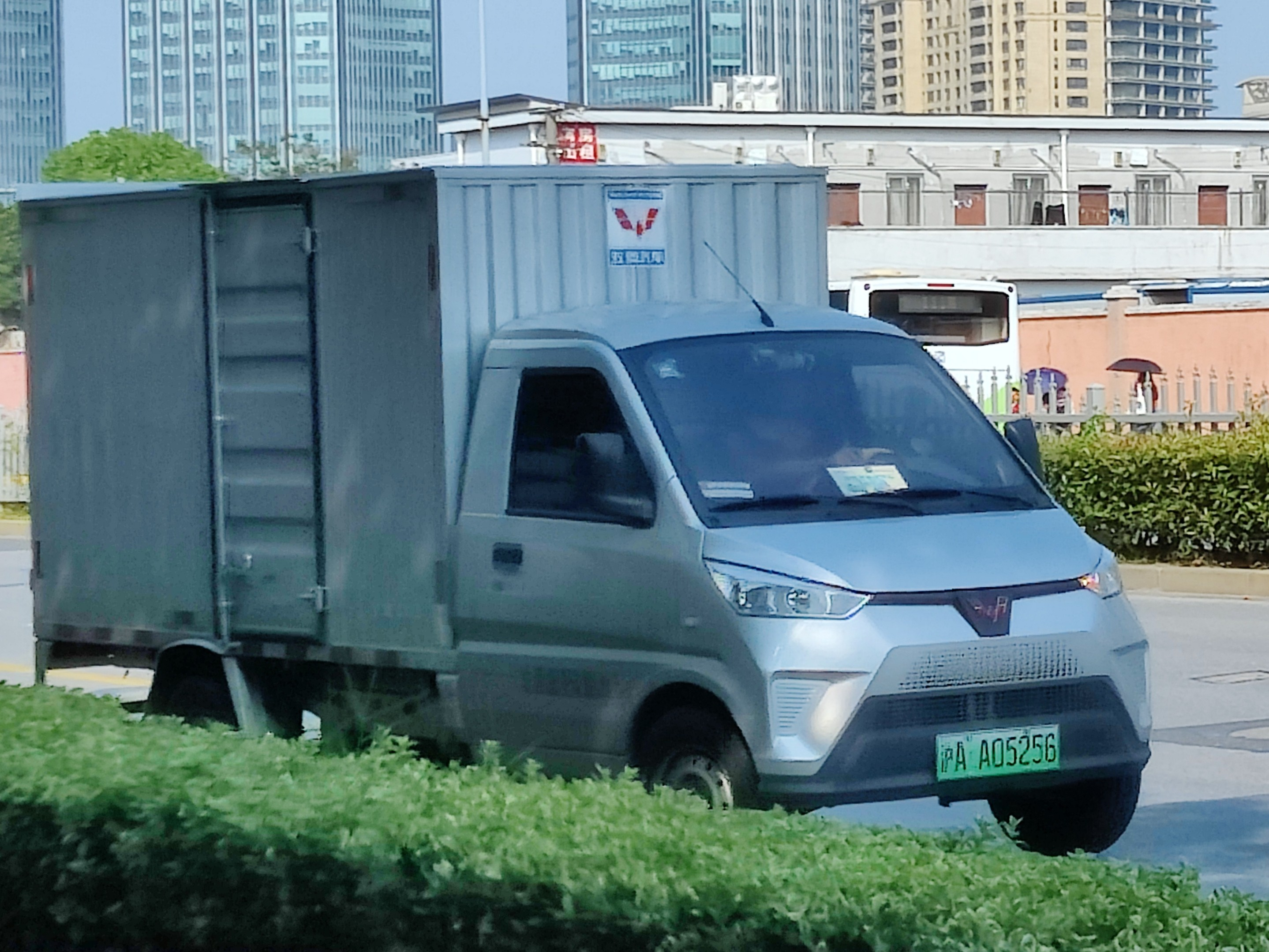
五菱电卡

### 前身车型（柳州五菱）
- 五菱 LZ110（1984–1990 年），小型货车，获得 三菱小型出租车 制造许可
- Wuling LZW7100/ 五菱 Visa（1991–1994 年），超小型车，重新命名为 Citroen Visa[12]
- Wuling LZ6370A（1998–2003），微型货车，重新命名为Daihatsu Zebra， 生产在SGMW成立后转移至其。[13]
  - Wuling LZW6370Ei，皮卡车型
- 五菱星王/龙（1990–2009）， 微型货车，生产转移至SGMW成立后
- 五菱宏图（2007-2012年），微型客车，生产转移至上汽通用五菱汽车有限公司（SGMW）。

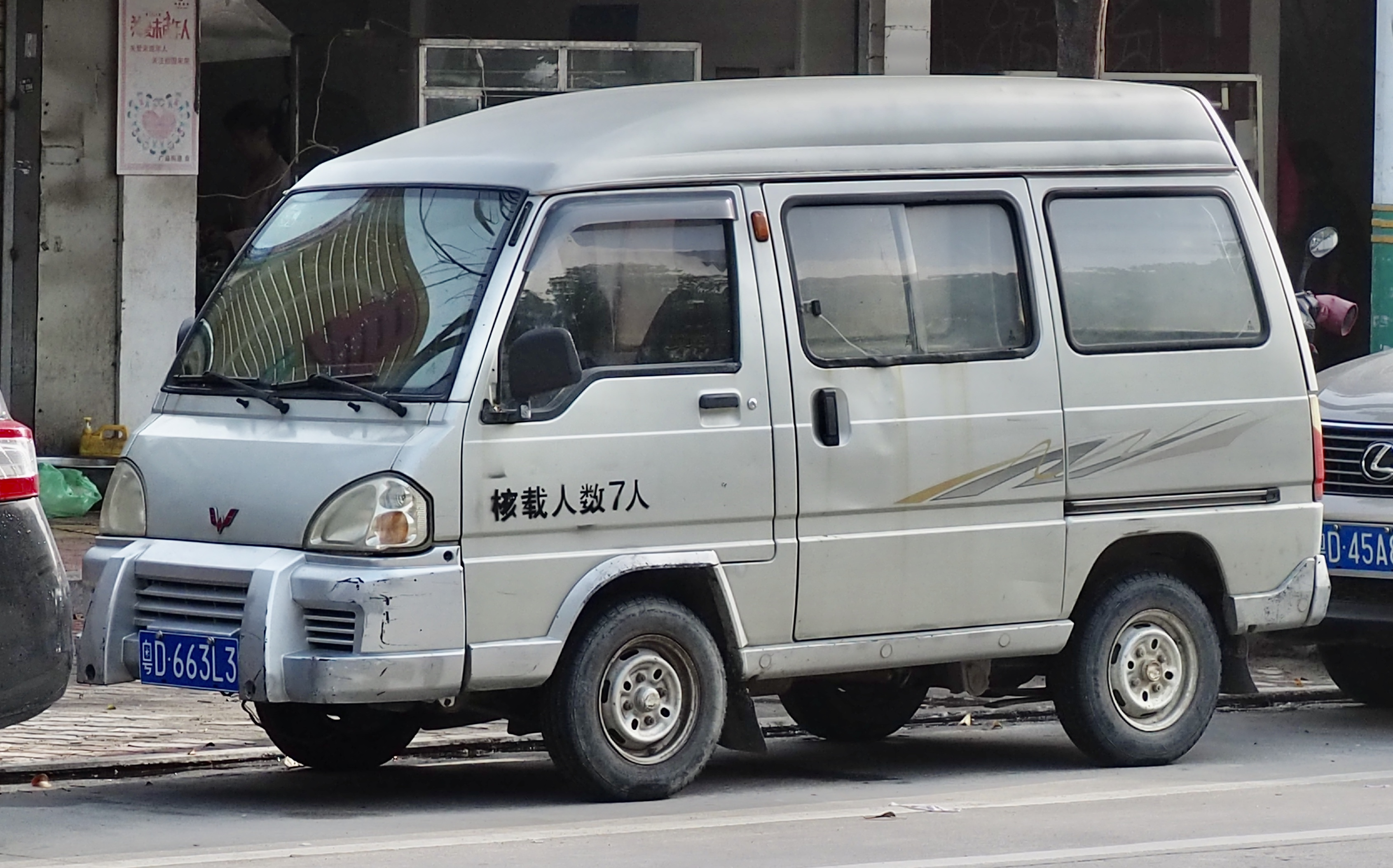
五灵龙
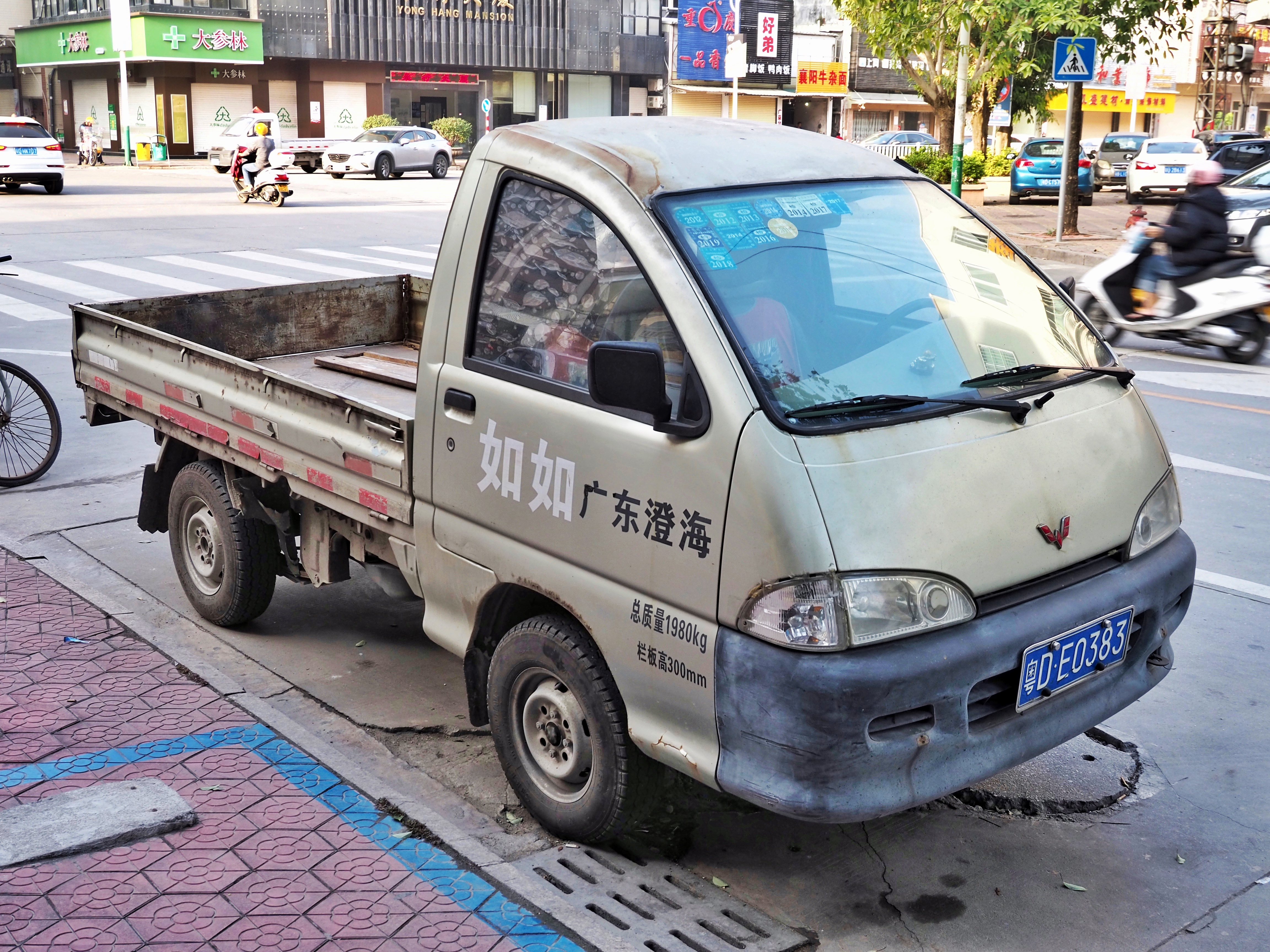
五菱LZW6370
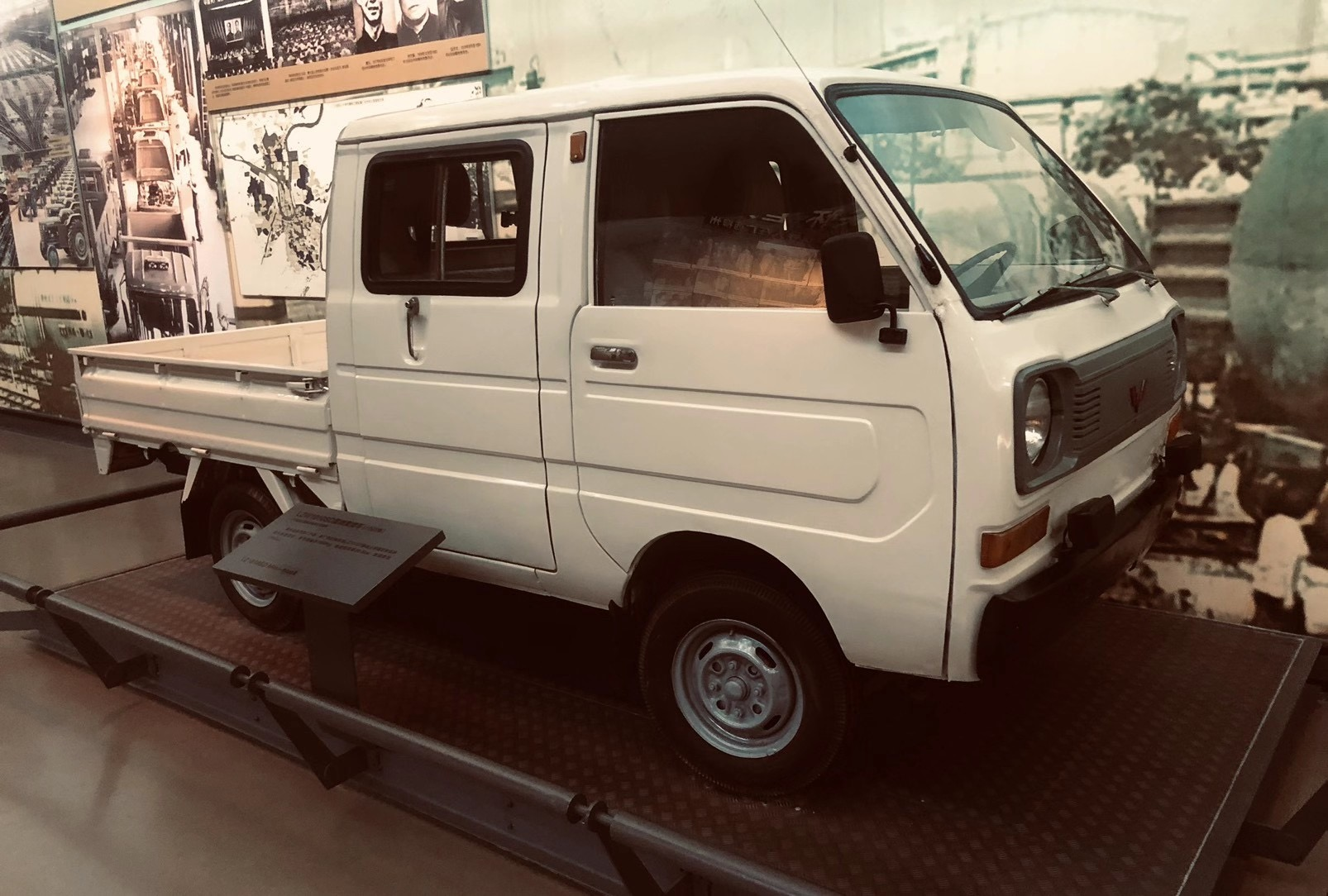
Wuling LZ110
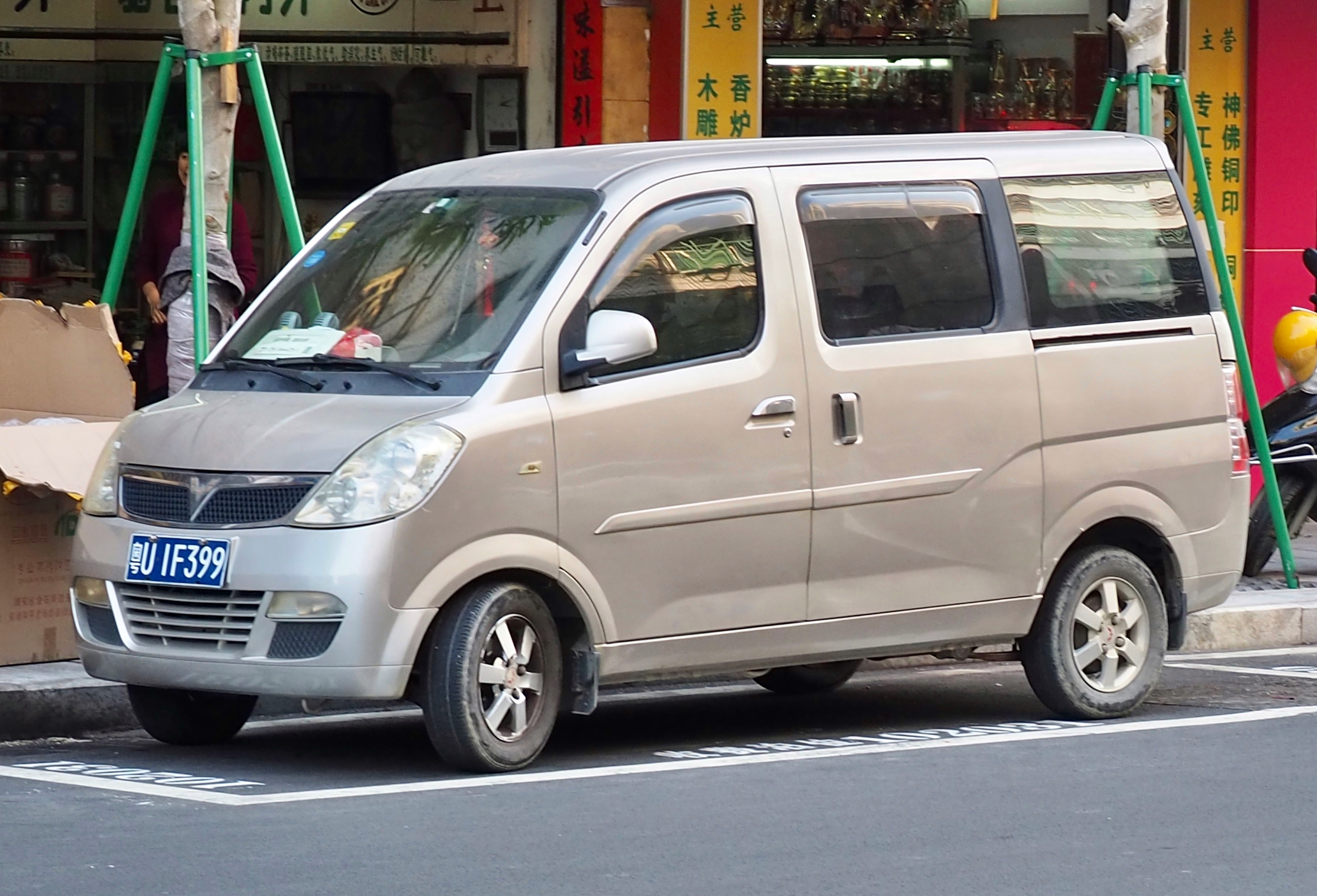
武陵宏图

### 摩托车
- 羚羊
- A10Y
- A10N
- A11G
- P20
- A10G
- A10Y
- J10
- J6
- 绝影

### 电动自行车
- C1
- C2

### 高尔夫球车
- 高尔夫球车 (4 座)
- 高尔夫球车 (6 座)
- 高尔夫球车 (4+2 座位)
- 高尔夫球车 (6+2 座)

### 观光车
- 五菱WLQ5080观光车（8座）
- 五菱WLD2111观光车（8座）
- 五菱WLQ5110观光车（11座）
- 五菱WLQ5140观光车（14座）
- 五菱WLQL观光车（23座）[14]

## 子公司和合资企业
- 柳州五菱汽车联合发展有限公司
- 柳州五菱专用汽车制造有限公司
- 柳州五菱柳吉动力有限公司
- 五菱发动机是五菱汽车的一个部门，主要生产五菱品牌的小型汽车和摩托车发动机。 有些是与Delphi等公司合作的。[15]
- 柳州 AAM 是五菱与美国车桥制造公司 (American Axle & Manufacturing) 的合资企业，主要生产电驱动装置、独立后桥和驱动头。[16]

五菱汽车还生产“朗沃”品牌的发电机组。

## 連結
- 五菱汽車的新浪微博
- 五菱汽車集團控股有限公司 （页面存档备份，存于）